# Heinrich Klemm (Verleger)

Heinrich Klemm

Johann Heinrich Klemm (* 19. September 1819 in Altfranken; † 28. November 1886 in Dresden) war ein deutscher Schneider, Schriftsteller, Verlagsbuchhändler, Büchersammler und Mäzen.

## Leben
Heinrich Klemm war ein Sohn eines Dorfschneiders und wurde bereits im Kindesalter Waise. Als solcher musste er alsbald arbeiten, konnte aber doch die Dorfschule in Pesterwitz besuchen, wo er durch seine große Begabung auffiel. Seine starke Neigung zum Lesen brachte ihn dazu, jeden Pfennig zu sparen, womit er sich bei dem Büchertrödler Helmert, einem alten Dresdner Original, auf dem Altmarkt für wenig Geld reichlich Lesestoff erwarb.
Mit 13 Jahren wurde er auf Kosten der Gemeinde mit seinem älteren Bruder Carl zu einem Schneidermeister in dem nahegelegenen Städtchen Wilsdruff in die Lehre gegeben. Nach seiner Lehrzeit begab er sich auf Wanderschaft durch Deutschland. Er erkannte dabei, wie sehr das Schneiderhandwerk überall unzeitgemäß und rückständig war.
1844 ließ er sich gemeinsam mit seinem Bruder Carl, der jahrelang in bedeutenden Pariser Ateliers gearbeitet hatte, in Leipzig nieder und gründete ein Zeicheninstitut für Kleidermacher. 1846 erschien sein erstes Werk: Vollständiges Lehrbuch der modernen Zuschneidekunst und Bearbeitung sämmtlicher Herrenkleider. 1847 wurde er Redakteur bei Voigt in Weimar und beschloss, sich ganz dem Buchhandel und der Schriftstellerei zu widmen.
1850 siedelte er nach Dresden über, wo er heiratete und H. Klemms Verlag gründete, in dem er seine eigenen Werke publizierte, zumeist Lehr- und Fachbücher. Unter anderem veröffentlichte er 1871 eine Schrift, die sich mit dem Planotypie genannten Verfahren zur Herstellung von Klischees befasste, das sich für den Abdruck großformatiger Schnittmusterbogen der Modezeitungen eignete. Das Verfahren kam bei dem von dem Kostümkundler Karl Köhler in drei Bänden erstellten Werk über „Die Trachten der Völker in Bild und Schnitt“ zur Anwendung. Später befasste er sich auch mit der wirtschaftlichen Situation der Schneider und war gegen den Zunftzwang. Dann verlegte er immer mehr Modezeitschriften und war damit sehr erfolgreich. Mit dem erworbenen Vermögen erwarb er eine große Büchersammlung, insbesondere mittelalterliche Handschriften und Wiegendrucke. Auf Kritik stieß sein Umgang mit überlieferten Bucheinbänden: „Er hatte vor allem die Manie, sämtliche Bücher neu binden zu lassen.“
Besondere Aufmerksamkeit erregte das von ihm erworbene Exemplar der 42-zeiligen Gutenberg-Bibel. Es handelte sich um ein auf Pergament gedrucktes und in zwei Bänden gebundenes Exemplar. Seit 1945 galt das aus dem Deutschen Buch- und Schriftmuseum in Leipzig ausgelagerte Exemplar als „Kriegsverlust“ und war für mehrere Jahrzehnte der wissenschaftlichen Forschung entzogen. Erst seit 1993 machte die Russische Staatsbibliothek deutlich, dass es mit weiteren Beständen von einer Trophäenkommission der Roten Armee beschlagnahmt und nach Moskau gebracht worden war. Inzwischen ist das komplette Werk digitalisiert und in dieser Form öffentlich zugänglich.
Der kinderlose Klemm verkaufte die Sammlung 1885 für rund 400.000 Mark an das Königreich Sachsen, nachdem er zuvor aus Amerika höhere Gebote erhalten hatte. Sie bildete den Grundbestand des Deutschen Buch- und Schriftmuseums in Leipzig, welches auch weitere biographische Materialien und seine Sammlung von Signeten hält. Einem 1883 erfolgten Aufruf des Weimarer Verlegers Adelbert Kühn folgend engagierte sich Klemm sehr für den Aufbau der Luther-Bibliothek auf der Wartburg in Eisenach. Seine hinterlassene Bibliothek wurde 1889 durch das Antiquariat v. Zahn & Jaensch in Dresden versteigert.
Klemm starb 1886 in Dresden und wurde am 1. Dezember beigesetzt. Sein Grabmal befindet sich auf dem St.-Pauli-Friedhof an der Hechtstraße. In seinem Geburtsort und heutigen Dresdner Stadtteil Altfranken, wo er Geld für die Schule stiftete, ist nach ihm der Heinrich-Klemm-Weg benannt.

## Würdigung
„In Leipzig war nach mühevollen Wanderjahren dem Schneider Klemm zum Beginn seines Seßhaftwerdens das Glück hold gewesen, hier hatte er begonnen, die Nadel mit der Feder zu vertauschen, und an diesen Ausgangspunkt seiner Wirksamkeit, in die Bücherstadt Leipzig, sollte dank seiner Uneigennützigkeit zurückkehren, was ihn die Liebe zum Buch hatte schaffen lassen: die »Klemmsammlung«, die seinen Namen dauernd im Gedächtnis aller Freunde des Buches und der graphischen Künste festhält.“

## Veröffentlichungen
- Vollständiges Lehrbuch der modernen Zuschneidekunst und Bearbeitung sämmtlicher Herrenkleider. Hoßfeld, Leipzig 1846 (Digitalisat).
- Die menschliche Kleidung vom Standpunkte der Gesundheitspflege und Aesthetik. Klemm, Dresden 1860.
- Vollständiges Handbuch der Bekleidungskunst für Civil, Militär und Livree: nach den Anforderungen des neuesten Standpunktes der mathematischen Zuschneidekunst, sowie der verschiedenen Geschmacksrichtungen in der modernen Kleidung. zum Selbstunterrichte bearb. 17., ganz neu bearb. u. sehr verm. Aufl. Klemm, Dresden 1862 (Digitalisat).
- Die Planotypie, ihre Entstehung und Verwerthung zu typographischen, merkantilen und gewerblichen Zwecken. Eine Erläuterung zu den ausgestellten planotypischen Druckplatten auf der Industrie- und Gewerbe-Ausstellung zu Dresden. 2. Auflage mit planotypischen Druckproben. Schrag'sche Verl. Anst. Heinr. Klemm, Dresden 1871 (Digitalisat).
- Vollständige Schule der Damenschneiderei. Zum gründlichen Selbstunterrichte sowie als praktischer Leitfaden für Lehr-Institute. 6. durch ein Suppl. neuer Taillenmuster vermehrte Aufl. Klemm, Dresden 1879.
- Catalog der Ausstellung seltener kirchenhistorischer Manuscripte und Druckwerke (31. Oct. bis 11. Nov. 1883). Veranst. vom Verein Dresdner Buchhändler. Im Auftr. bearb. Baensch, Dresden 1883.
- Beschreibender Catalog des Bibliographischen Museums. 1. u. 2. Abth. Manuscripte und Druckwerke des 15. und 16. Jahrhunderts aus den 18 frühesten bis 1470 bekannt gewordenen Druckstädten, zusammen über 1000 Gegenstände umfassend. H. Klemm's Verlag & artistische Anstalt, Dresden 1884.
- Alphabetisches Verzeichniss von 510 Druckorten vom Jahre 1471 bis ins 18. Jahrhundert, deren frühe und grossentheils erste typographische Erzeugnisse die dritte Abtheilung des Bibliographischen Museums bilden. Officin Wilhelm Baensch, Dresden 1886.